# Gesellschaft für Völkerrecht in der Deutschen Demokratischen Republik
Die Gesellschaft für Völkerrecht in der Deutschen Demokratischen Republik war eine juristische Vereinigung in der DDR. Sie wurde am 13. Januar 1965 in Ost-Berlin im Senatssaal der Humboldt-Universität gegründet und bestand bis zur Wiedervereinigung Deutschlands.

## Geschichtlicher Hintergrund
Die DDR hatte zur deutschen Frage nach 1945 eine Zwei-Staaten-Theorie entwickelt. Die völkerrechtliche Stellung der DDR war Ende der 1960er Jahre außerhalb des sozialistischen Lagers jedoch umstritten. Die Bundesrepublik Deutschland hatte ihren Alleinvertretungsanspruch auf Grund der Hallstein-Doktrin so erfolgreich verteidigen können, dass die DDR noch Anfang des Jahres 1969 nur zu elf Ostblockstaaten diplomatische Beziehungen unterhielt. Es gelang der DDR erst im Jahre 1969 zu sechs weiteren, von der Sowjetunion politisch und wirtschaftlich abhängigen Staaten der Dritten Welt volle diplomatische Beziehungen aufzunehmen.
Das Völkerrecht war in der DDR maßgeblich von den innerdeutschen Beziehungen und dem Bestreben um internationale Anerkennung geprägt. Im Gründungsjahr der Gesellschaft hatte Außenminister Otto Winzer auf einer Konferenz in Anwesenheit von Präsident Rudolf Arzinger davon gesprochen, dass
„der Weg zur Wiedervereinigung nur mit der schrittweisen Verwirklichung der Grundprinzipien von Potsdam auf den Gebieten der Abrüstung, der Friedenssicherung und der Normalisierung der Beziehungen zwischen beiden deutschen Staaten sowie einer echten Demokratisierung in Westdeutschland beginnen könne“
und „die nationale Einheit Deutschlands nicht von ihren friedlichen und demokratischen Voraussetzungen zu trennen“ sei. Im September 1967 wurde ein internationales Kolloquium zusammen mit der Deutschen Akademie für Staats- und Rechtswissenschaft zum „internationalen Status beider deutscher Staaten und seiner Bedeutung für die europäische Sicherheit“ in Potsdam abgehalten.
Daneben befasste sich auch das DDR-Völkerrecht mit den Konsequenzen des „Dritten Reichs“, beispielsweise dem Nürnberger Hauptkriegsverbrecherprozess.

## Aufgabe
Aufgabe der neu geschaffenen Organisation war hauptsächlich die Politikberatung. Es wurde festgelegt,
„einen Beitrag zur Erhaltung des Friedens und der Sicherung des Selbstbestimmungsrechts zu leisten, indem sie die Kodifizierung der völkerrechtlichen Prinzipien der friedlichen Koexistenz unterstützt und ihre Durchsetzung fördert.“
Zum Präsidenten wählten die Gründer den an der Leipziger Universität seit 1955 lehrenden Völkerrechtler Rudolf Arzinger.
Die in der Satzung verankerten Zielvorgaben wurden mehrfach entsprechend den politischen Erfordernissen angepasst, insbesondere nach der Aufnahme beider deutscher Staaten in die Vereinten Nationen im Jahre 1973. So beschloss die Plenarversammlung am 10. Februar 1977 eine Satzungsneufassung, welche die Gesellschaft als „wissenschaftliche Vereinigung von Bürgern der DDR“ kennzeichnete,
„die in Lehre Forschung und Praxis auf dem Gebiet des Völkerrechts, des internationalen Wirtschaftsrechts und des internationalen Privatrechts tätig sind.“
Zudem konnte eine Ehrenmitgliedschaft „an ausländische Staatsbürger“ verliehen werden, darunter an bundesdeutsche Völkerrechtler, „die sich besondere Verdienste bei der Entwicklung des internationalen Rechts oder in der Zusammenarbeit mit Wissenschaftlern der DDR erworben“ hatten. Die Gesellschaft war von Anfang an bestrebt, enge Kontakte mit der International Law Association (ILA) zu pflegen. So wurde namentlich Wolfgang Seiffert Mitglied der später gegründeten DDR-Sektion der ILA.
Die Plenarversammlung war höchstes Organ der Gesellschaft. Sie musste mindestens einmal innerhalb von vier Jahren einberufen werden. Zwischen den Plenartagungen nahm ein von der Plenarversammlung gewählter Vorstand, der so genannte Exekutivrat, die Aufgaben und Rechte der Gesellschaft wahr. Dieser bestand aus dem Präsidenten, zwei Vizepräsidenten, einem Generalsekretär und seinem Stellvertreter sowie einem Schatzmeister. Letzter Präsident der Gesellschaft für Völkerrecht in der DDR vor der Wiedervereinigung Deutschlands wurde im Mai 1990 der Völkerrechtler Reinhard Müller (* 1954) von der Martin-Luther-Universität Halle-Wittenberg. Müller folgte dem Völkerrechtler Harry Wünsche (1929–2008), der nach dem Tod von Rudolf Arzinger 1973 Präsident der Gesellschaft für Völkerrecht in der DDR war.

## Mitglieder
Maßgebliche Mitglieder, die sich im Völkerrecht bzw. Internationalen Recht in der DDR profiliert hatten, waren insbesondere Rudolf Arzinger, Bernhard Graefrath, Herbert Kröger, Reinhard Müller, Joachim Peck, Walter Poeggel, Gerhard Reintanz, Rolf Lieberwirth, Wolfgang Seiffert, Hans Spiller, Peter Alfons Steiniger und Harry Wünsche. Sie übten eine leitende Funktion in der Gesellschaft aus, teils als Präsident und teils als Vizepräsident oder zuvor als Generalsekretär wie Harry Wünsche, der bereits in dieser Position dem Exekutivrat der Gesellschaft für Völkerrecht in der DDR angehörte. Nach Konstituierung des Exekutivrats arbeiteten Hans Nathan, Professor für Zivil- und internationales Privat-Recht sowie seit 1963 Leiter des Instituts für Erfindungs- und Urheberrecht an der Humboldt-Universität zu Berlin und Joachim Schulz, Professor für Völkerrecht an der Potsdamer Akademie für Rechts- und Staatswissenschaft der DDR (ASR), in diesem Leitungsgremium mit.
Vizepräsident Wolfgang Seiffert wurde nach seiner Kritik an den geänderten Zielen der Sozialistischen Einheitspartei Deutschlands in der Deutschlandpolitik nach 1974 öffentlich nicht mehr erwähnt.

## Tätigkeit
Die Gesellschaft für Völkerrecht veranstaltete Tagungen, auf denen über Entwicklungen auf den Gebieten des Völkerrechts, des internationalen Wirtschaftsrechts und des internationalen Privatrechts diskutiert und berichtet wurde.
Sie führte aus Anlass des 400. Geburtstages von Hugo Grotius gemeinsam mit der Rostocker Universität, der DDR-Sektion der Internationalen Vereinigung für Rechts- und Sozialphilosophie und der Gesellschaft für Seerecht der DDR am 15. und 16. März 1983 eine wissenschaftliche Tagung in der Ostseestadt durch. Mit der Martin-Luther-Universität Halle-Wittenberg führte die Gesellschaft 1988 in Halle (Saale) ein Ehrenkolloquium aus Anlass des 65. Geburtstages von Hans Spiller durch.